# Mariana Popova
Mariana Popova (bulgariska: Мариана Попова) född 6 juni 1978 i Sofia, Bulgarien, är en bulgarisk popsångerska. Hon har varit aktiv sedan år 1996. År 2006 representerade hon Bulgarien i Eurovision Song Contest.

## Singlar
- Ти не дойде (Du kom inte)
- Казах (Jag sa)
- Можем пак (Vi kan göra det igen)
- Няма (Det är ingenting)
- След (efter)
- Сънувай ме (Dröm om mig)
- Let Me Cry (Остави ме да плача)